# Polokwane Local Municipality
Polokwane (englisch Polokwane Local Municipality) ist eine Lokalgemeinde im Distrikt Capricorn der südafrikanischen Provinz Limpopo. Der Sitz der Gemeindeverwaltung befindet sich in der Stadt Polokwane. Am 3. August 2016 wurde ein Teil der Lokalgemeinde Aganang angeschlossen. Bürgermeisterin ist Thembi P. Nkadimeng.

## Städte und Orte
- Badimong
- Bloodriver
- Ga-Mothiba
- GaThoka
- Juno
- Mankweng
- Perskebult
- Polokwane (ehemals Pietersburg)
- Sebayeng
- Seshego

## Bevölkerung
Im Jahr 2011 hatte die Gemeinde 628.999 Einwohner in 178.001 Haushalten auf einer Gesamtfläche von 3766 km². Davon waren 92,87 % schwarz, 5,22 5 weiß, 0,93 % Coloured, 0,74 % Asiaten und 0,24 % andere. Erstsprache war mit 80,36 % Sepedi, 5,45 % Afrikaans, 3,19 % Englisch, 2,84 % Xitsonga, 2,19 % Tshivenda, 1,02 % isiZulu und weitere Sprachen.

## Naturschutzgebiete
- Kuschke Nature Reserve
- Percy Fyfe Conservancy
- Polokwane Game Reserve (Pietersburg Game Reserve)
- Turfloop Nature Reserve